# Kirche Unserer Lieben Frau vom Rosenkranz (Isfahan)

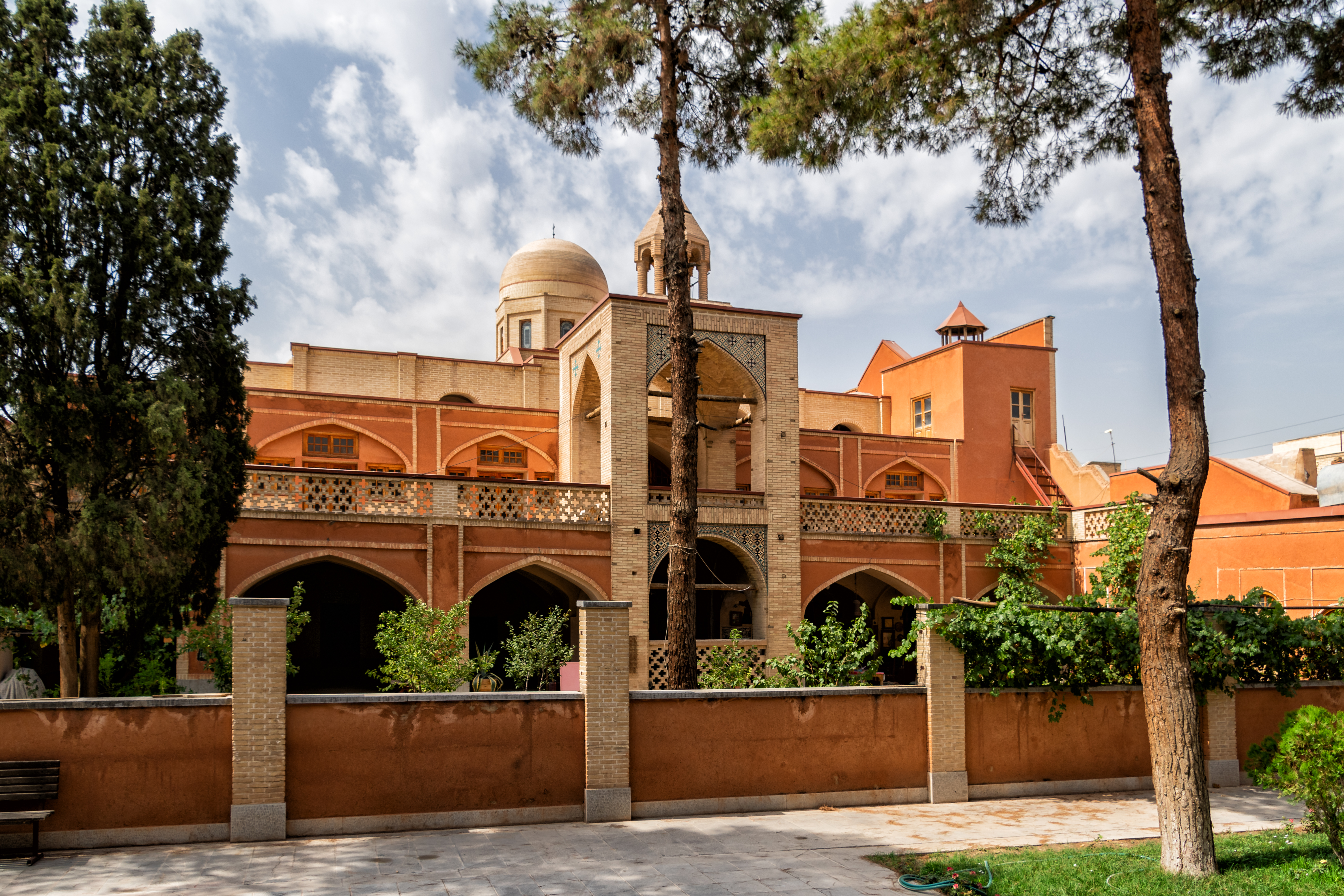
Die römisch-katholische Kirche Unserer Lieben Frau vom Rosenkranz in Isfahan, nördliche Ansicht vom Schulhof des Hauses der französischen Kunst

Die katholische Kirche Unserer Lieben Frau vom Rosenkranz (persisch کلیسای بانوی ما تسبیح; armenisch Վարդարանի մեր Տիրամոր եկեղեցին) ist eine heute weitgehend verwaiste Kirche in der iranischen Stadt Isfahan, die im Jahre 1681 geweiht wurde. Sie gehört zum Erzbistum Teheran-Isfahan der Römisch-katholischen Kirche, dessen Hauptsitz sich in der Kathedrale der Consolata in Teheran befindet.

## Standort
Die Kirche steht an der Nordseite der Sang-Tarashha-Allee 40 m südlich des Hauses der französischen Kunst der Universität Isfahan im armenischen Viertel Neu-Dscholfa, etwa 1,5 km westlich des U-Bahnhofs Schariati und rund 700 m südwestlich der Erlöserkathedrale (Vank) der Armenischen Apostolischen Kirche.

## Geschichte
Das christlich-armenische Stadtviertel Neu-Dscholfa (Nor-Dschugha) in Isfahan gibt es, seit 1604 Schah Abbas I. die armenische Stadt Dschugha (Dscholfa) im Kampf gegen die Truppen des Osmanischen Reiches niederbrennen und die Einwohner in seine Hauptstadt Isfahan deportieren ließ. 1664 entstand die Kathedrale zum Heiligen Erlöser der Armenischen Apostolischen Kirche, doch auch die Römisch-katholische Kirche war durch die Dominikaner seit dem 17. Jahrhundert im christlichen Stadtviertel der damaligen iranischen Hauptstadt präsent. 1657 richteten sich italienische Dominikaner mit Unterstützung ihrer armenischen Ordensbrüder in der Stadt ein, und 1681 wurde die katholische Kirche Unserer Lieben Frau vom Rosenkranz in Isfahan fertiggestellt. 1705 wurde diese Kirche erneuert und erweitert. Das Dominikanerhaus in Isfahan war für die Ausbildung armenischer Dominikaner vorgesehen. 1722 wurde die Stadt jedoch von Truppen des Mir Mahmud Hotaki eingenommen und dabei viele Bewohner umgebracht. Von den 70 Mitgliedern des Dominikanerordens wurden die meisten getötet oder in die Sklaverei verkauft, so dass nur noch sechs Ordensbrüder übrig blieben. So fiel das Ordenshaus in die Bedeutungslosigkeit. Auch die Stadt war nun nicht mehr Hauptstadt, vielmehr erhielt unter Nader Schah nun Maschhad diese Funktion. Die Ordensbrüder arbeiteten unter seiner Herrschaft an einer neuen Bibelübersetzung ins Persische. In dieser Zeit gab es etliche räuberische Überfälle auf die Stadt, was zur Flucht fast aller Katholiken führte. Gegen Ende des 18. Jahrhunderts verließen die letzten Dominikaner die Stadt, und die Kirche Unserer Lieben Frau vom Rosenkranz wurde von einigen wenigen verbliebenen armenischen Katholiken betreut. 1903 übernahmen französische Lazaristen die Kirche und errichteten daneben eine Schule, zogen aber bald darauf ins Zentrum von Isfahan, so dass die Kirche abermals in die Verantwortung einiger weniger armenischer Katholiken überging. Die Isfahaner Rosenkranzkirche war das Zentrum der armenischen Katholiken Irans und galt bis ins 20. Jahrhundert als deren Kathedrale. Diese zogen jedoch, soweit sie nicht ganz auswanderten, nahezu geschlossen nach Teheran, wo sie die neue Kirche des Heiligen Gregor des Erleuchters errichteten, die heute als einzige verbliebene armenisch-katholische Kirche Irans. Die Isfahaner katholische Kirche Unserer Lieben Frau vom Rosenkranz verwaiste dagegen und war nun dem Verfall preisgegeben. 2005 drohte das baufällige Gebäude einzustürzen, so dass eine gemeinsame Kommission der Päpstlichen Nuntiatur und der Islamischen Republik Iran einschritt. So konnte das Gebäude in den Jahren danach baulich gesichert werden und macht nach außen wieder einen gepflegten Eindruck. Die einst prächtige innere Einrichtung ist jedoch teilweise verloren, und eine Renovierung wird angestrebt.

## Architektur
Wie die armenisch-apostolischen Kirchen Neu-Dschulfas hat die katholische Kirche Unserer Lieben Frau vom Rosenkranz einen rechteckigen Grundriss und ist im Stil anderer Häuser der Stadt aus Tonziegeln errichtet. Sie ist 24 m lang und 15 m breit und steht in West-Ost-Richtung mit dem Heiligtum im Osten. Es handelt sich um eine dreischiffige Basilika mit einer Kuppel auf einem Tambour mit achteckigem Querschnitt. Wie bei den anderen Kirchen der Stadt ist die Kuppel rund. Sie ruht auf vier Säulen, die im Inneren der Kirche mit Rundbögen verbunden sind. An der Nordseite der Kirche befinden sich ein Narthex mit einem kleinen Glockenturm mit Pyramidendach und Arkaden. Die Kirche besitzt zwei Eingänge – im Norden und im Westen. Die Innenwände der Kirche sind mit Gips bedeckt und mit Wandmalereien verziert.

## Gemeindeleben
2015 war der armenische Katholik Herach Touroussian Küster der Kirche, und zwar seit dem Jahre 2000. Nach seinen Worten war in seinen jungen Jahren die Kirche luxuriös ausgestattet und die Stufen zum Altar mit Silber geschmückt, doch ist diese Pracht verloren. Schon längere Zeit werden mangels Katholiken in Isfahan keine Messen mehr in der Kirche gehalten. Im Gegensatz zur Armenischen Apostolischen Kirche, der Assyrischen Kirche des Ostens und der Chaldäisch-katholischen Kirche hat die römisch-katholische Kirche keinen rechtlichen Status, weshalb sich ersatzweise die Armenische Apostolische Kirche als Eigentümerin der Kirche Unserer Lieben Frau vom Rosenkranz samt Grundstück erklärte. Im Januar 2015 wurde der am 22. November 1971 in Teheran geborene Pater Jack Youssef als Apostolischer Administrator für Isfahan eingesetzt und verantwortlich für etwa 2000 Katholiken in fünf Pfarreien in Isfahan.